# حملة الأطلسي في مايو 1794
حملة الأطلسي في مايو عام 1794 كانت عبارة عن سلسلة من العمليات شنها أسطول القناة التابع للبحرية الملكية البريطانية ضد الأسطول الأطلسي للبحرية الفرنسية، بهدف منع مرور قافلة حبوب فرنسية مهمة استراتيجيًا كانت تسافر من الولايات المتحدة إلى فرنسا. تضمنت الحملة غارة تجارية من قبل قوات منفصلة واشتباكين غير مهمين، وفي النهاية تصاعدت لتصبح عملية على نطاق كامل الأسطول في اليوم المجيد الأول من يونيو عام 1794، حيث تعرض الأسطولان لهجوم قاسٍ وتبع ذلك إعلان كلٍ من بريطانيا وفرنسا النصر. خسر الفرنسيون سبع بوارج، ولم يخسر البريطانيون أي بارجة، لكن المعركة صرفت انتباه الأسطول البريطاني لفترة كافية حتى تصل القافلة الفرنسية إلى الميناء بأمان.
بحلول ربيع عام 1794، كانت الجمهورية الفرنسية، تحت حكم المؤتمر الوطني، في حالة حرب مع جميع جيرانها. ومع اقتراب المجاعة، تطلعت لجنة السلامة العامة الفرنسية إلى المستعمرات الفرنسية والولايات المتحدة لإمدادها بالحبوب؛ كان من المقرر أن ترسل هذه القافلة عبر المحيط الأطلسي خلال أبريل ومايو ويونيو، مصحوبة بسرب مرافقة صغير ومدعومة بسرب ثان أكبر في خليج بسكاي. وكانت الاضطرابات السياسية قد قللت كثيرًا من قدرة البحرية الفرنسية على القتال بشكل متماسك، ودمر نقص الإمدادات معنوياتها، الأمر الذي أضعف الأسطول بشكل كبير. وعلى النقيض من ذلك، كانت بريطانيا في حالة استعداد عالية مع هيكل قيادة جيد التنظيم، لكنها عانت من نقص حاد في البحارة المدربين الذين يمكنهم التعامل مع أسطولها البحري الكبير. جرى تكليف الأسطول الأطلسي الفرنسي، بقيادة الأدميرال فيلاري دي جويوز، بإبقاء أسطول القناة البريطاني مشغولًا لفترة كافية حتى تصل القافلة إلى فرنسا بأمان. وقد علم أسطول القناة، بقيادة اللورد هاو، بمرور القافلة، وأرسل سربًا لحماية التجارة البريطانية، وذلك أثناء مطاردة فيلاري بالقسم الرئيسي لأسطول القناة من البحرية الملكية. ولأكثر من أسبوع ناور الأسطولان بعضهما البعض، حيث سحب فيلاري عدوه هاو باتجاه الغرب إلى المحيط الأطلسي بعيدًا عن القافلة. تبع ذلك اشتباكان جزئيان غير حاسمين في 28 و29 مايو، واستحوذ هاو خلالهما على مكان الإبحار الملائم للطقس (مقياس الطقس) من فيلاري، ومنحه ذلك حرية اختيار وقت ومكان هجومه التالي.
أصبح الحدث المتوج للحملة الذي وقع على مسافة 400 ميل بحري (740 كم) في المحيط الأطلسي يُعرف باسم الأول من يونيو المجيد. وشهد الاشتباك الأخير استخدام هاو لمقياس الطقس لمهاجمة فيلاري مباشرة، بينما كان خصمه يحاول القتال وفق تكتيك خط المعركة التقليدي. وفي المعركة ألحق الأسطول البريطاني هزيمة ثقيلة بالفرنسيين بعد يوم من القتال المرير. ما اضطر فيلاري إلى التراجع، استولت قوة هاو على سبع بوارج فرنسية، غرقت إحداها في وقت لاحق، ووصل عدد الضحايا على الجانب الفرنسي إلى 7000. ومع ذلك، ادعى فيلاري تحقيق نجاح استراتيجي لأن تكتيكاته في المماطلة قد وفرت وقتًا كافيًا للقافلة للوصول إلى فرنسا بأمان. وكانت هذه المعركة هي الأولى في سلسلة من الهزائم التي تكبدتها البحرية الفرنسية خلال السنوات الأولى من الحرب، والتي ولدت موقفًا انهزاميًا وعدم رغبة بين ضباط السلك الفرنسي بالاشتباك مع البريطانيين في البحر.

## الخلفية
في شتاء عام 1793، تضافرت الحرب والاضطراب الداخلي مع سوء الأحوال الجوية لتترك فرنسا في مواجهة المجاعة بعد انهيار المحصول. وكان نزاع فرنسا المستمر مع جيرانها قد منع الواردات البرية؛ وكانت الدولة الوحيدة الراغبة والقادرة على بيع الحبوب للمؤتمر الوطني هي الولايات المتحدة. ولكن استيراد الطعام من الأمريكيتين كان محفوفًا بالمخاطر، حيث كانت البحرية الملكية البريطانية - في حالة حرب مع فرنسا منذ أوائل عام 1793 – تسير دوريات في معظم ممر المحيط الأطلسي. ولتوفير حماية فعالة للسفن المعنية، جرى الاتفاق على خطة بين فرنسا والولايات المتحدة على جمع الإمدادات على مدى أشهر ونقلها في قافلة واحدة. ونظمت نقطة تجمع في هامبتون رودز في خليج تشيزبيك.
أرسل سرب بقيادة الأدميرال بيير فانستابل إلى هامبتون رودز لتوفير الحراسة. ليوصل فانستابل القافلة إلى خليج بسكاي، حيث يعززه سرب ثان بقيادة جوزيف ماري نيلي لبقية الرحلة. وحشد القائدان ست سفن خطية والعديد من المراكب الأصغر. وكان أسطول المعركة الفرنسي الرئيسي المكون من 25 سفينة تحت قيادة الأدميرال فيلاري دي جويوز يبحر في خليج بسكاي من أجل تحدي أسطول القناة البريطاني إذا حاول اعتراض الإمدادات. وكان من المتوقع أن يستغرق مرور القافلة ما يقرب من شهرين، وشمل 117 سفينة بضائع تحمل ما يكفي من الغذاء لإطعام فرنسا لمدة عام.
كان اللورد هاو، أميرال أسطول القناة البريطاني، على دراية بطبيعة القافلة ووجهتها قبل مغادرتها خليج تشيزبيك بوقت طويل، واتخذ الاستعدادات لمنع مرورها. أرسل هاو عدة أسراب صغيرة لحماية التجارة البريطانية التي تعبر خليج بسكاي، وخص هاو الأدميرال جورج مونتغيو بستة بوارج للبحث عن القافلة في جنوب الخليج، بينما أخذ هاو الجسم الرئيسي للأسطول، المكون من 26 سفينة خطية، إلى دورية بالقرب من بريست.

## مايو 1794
كان شهر أبريل من عام 1794 شهرًا من النشاط المحموم على جانبي القناة الإنجليزية، حيث استعد كل من فيلاري وهاو للحملة القادمة. غادرت القافلة الفرنسية البطيئة المياه الأمريكية في 2 أبريل، وأبحرت القوافل البريطانية المتجهة إلى الإمبراطورية من بورتسموث في 2 مايو. استخدم هاو قوته الكاملة لتزويدهم بالحماية حتى منطقة النهج الغربية، وفي 5 مايو أرسل فرقاطتي إتش إم إس لاتونا وإتش إم إس فاتون إلى القرب من بريست للتأكد من وضع الفرنسيين، وأبلغت الفرقاطتان أن أسطول فيلاري ما يزال في الميناء.

### الغارة التجارية
في المحيط الأطلسي، كانت الأسراب المنفصلة من سفن نيلي (الفرنسي) ومونتيغو (البريطاني) تشن غارات ضد الشحن التجاري للعدو، لكنها فشلت في العثور على قافلة الغذاء الرئيسية. صادف نيلي قافلة بريطانية من نيوفندلاند وأخذ عشر سفن كغنيمة، بما في ذلك مرافقة القافلة والفرقاطة ذات 32 بندقية إتش إم إس كاستور. وقضى توماس تروبريدج، كابتن كاستور، الحملة بأكملها على متن سفينة نيلي القيادية سان باري. حقق مونتيغو أيضًا بعض النجاح في 15 مايو، إذ استعاد السفن التجارية التي أخذها نيلي، بالإضافة إلى السفينة الفرنسية ماري غيتون، وحصل على معلومات استخباراتية دقيقة حول اتجاه وحجم القافلة الفرنسية، ومرر مونتيغو تلك المعلومات على الفور إلى هاو. استأنف نيلي دوريته في وسط المحيط الأطلسي، ووجد القافلة من أمريكا بعد بضعة أيام، ونقل اثنتين من سفنه إلى مرافقة فانستابل لزيادة دفاعات القافلة. ثم عاد إلى شرق المحيط الأطلسي للبحث عن دلائل على وجود نشاط بريطاني قد يشكل تهديدًا لمرورها. وأرسل فرقاطات إلى فيلاري تحمل معلومات عن موقع القافلة وسرعتها.
أثناء بحث نيلي ومونتيغو في البحر، أخذ هاو أسطوله في سلسلة من الرحلات البحرية ذهابًا وإيابًا عبر خليج بسكاي على أمل اللحاق بالقافلة. بين 5 و18 مايو لم يجد شيئًا فعاد إلى بريست، حيث أفادت فرقاطاته الاستطلاعية أن أسطول المعركة الفرنسي قد غادر. أبحر فيلاري في اليوم السابق مستفيدًا من الضباب الكثيف، وكانت سفنه تمر على مرمى البصر من الأسطول البريطاني. كان الأدميرال الفرنسي يسير على درب سرب نيلي. كانت نيته مقابلة كل من نيلي والقافلة وتوحيد القوات؛ لأن التفوق العددي سيسمح بمرافقة القافلة إلى فرنسا بأمان. بعد أن أفلت فيلاري من هاو، ظل على بعد بضعة أيام من موعده المخطط له، لكنه حقق نجاحًا غير متوقع عندما مر عبر قافلة هولندية مكونة من 53 سفينة. فرت سفينتا المرافقة ألاينس وفاكزامهيد مع اقتراب الأسطول الفرنسي، واستطاع فيلاري مهاجمة القافلة الهولندية واغتنام 20 سفينة بضائع.